# John Wood (acteur)
Pour les articles homonymes, voir John Wood et Wood.
John Wood, né le 5 juillet 1930 à Chapel-en-le-Frith dans le Derbyshire et mort le 6 août 2011 dans le comté du Gloucestershire, est un acteur britannique.
Acteur de théâtre et de télévision, il est notamment connu du grand public au cinéma pour son rôle du docteur Stephen Falken dans le film Wargames (1983) de John Badham.

## Biographie

### Jeunesse, formation et débuts
John Wood naît dans le Derbyshire. Alors qu'il est un étudiant en droit à Oxford, une production de 1950 de Measure for Measure avec John Gielgud l'inspire à suivre une carrière d'acteur.
En 1954, il a rejoint le théâtre Old Vic mais n’apprécie pas son expérience là-bas, puis fait ses débuts dans le West End trois ans plus tard dans la production Camino Real de Tennessee Williams, dirigé par Peter Hall.

### Carrière
Membre de la Royal Shakespeare Company à partir du début des années 1970, John Wood a joué dans de très nombreuses pièces de théâtre, notamment sous la direction de Harold Pinter (dans la pièce Exiles, adaptée de James Joyce) et fait quelques apparitions à Broadway. On peut citer Sherlock Holmes en 1975, Tartuffe en 1977 et Deathtrap d'Ira Levin la même année. Il remplace Ian McKellen pour le rôle de Salieri dans la pièce Amadeus.
Au sein de la Royal Shakespeare Company, il est acclamé pour sa performance en tant que Brutus dans Julius Caesar et bien plus tard dans King Lear. D'autres travaux notables sur scène au Royaume-Uni comprenaient Saturnitus dans Titus Andronicus ; les rôles-titres dans Richard III et Ivanov de Tchekhov ; Yakov dans Enemies de Gorki et Solness dans Master Builder d'Ibsen.
Au cinéma, il a été dirigé par plusieurs réalisateurs importants, souvent dans des seconds rôles : John Badham (WarGames), Lasse Hallström (Chocolat), Franco Zeffirelli (Jane Eyre), Sally Potter (Orlando), Sydney Pollack (Sabrina), Richard Donner (Ladyhawke, la femme de la nuit), Woody Allen (La rose pourpre du Caire), etc..
Il fait sa dernière apparition sur le petit écran dans Inspecteur Lewis en 2007 et fournit la narration du film australien de 2008 When I Grow Up I Want to Be White,.

### Mort
John Wood meurt le 6 août 2011, de causes naturelles. Sa seconde épouse, Sylvia, ainsi que ses deux fils et ses deux filles lui survivent.

## Filmographie

### Cinéma
- 1953 : Salomé de William Dieterle : le danseur de carte
- 1963 : La Souris sur la Lune de Richard Lester : l'homme du pays
- 1964 : Eva s'éveille à l'amour (en) (That Kind of Girl) de Gerry O'Hara : le docteur
- 1967 : Just Like a Woman de Robert Fuest : John Martin
- 1970 : Ya, ya, mon général ! de Jerry Lewis : Finkel
- 1971 : Nicolas et Alexandra de Franklin J. Schaffner : le colonel Kobylinsky
- 1978 : Qui a tué mon cher mari ? de Lamont Johnson : Ernest Van Santen
- 1983 : Wargames de John Badham : le docteur Stephen Falken
- 1985 : Ladyhawke, la femme de la nuit de Richard Donner : l'évêque d'Aquila
- 1985 : La Rose pourpre du Caire de Woody Allen : Jason
- 1986 : Jumpin' Jack Flash de Penny Marshall : Jérémy Talbot
- 1992 : Orlando de Sally Potter : l'archiduc Harry
- 1993 : Les Jeunes Américains de Danny Cannon : Richard Donnelly
- 1993 : Les Ombres du cœur de Richard Attenborough : Christopher Riley
- 1994 : La Folie du roi George : Thurlow
- 1995 : Qui a tué le chevalier ? de Jim McBride : César
- 1995 : Richard III de Richard Loncraine : le roi Édouard IV
- 1995 : Sabrina, de Sydney Pollack : Fairchild
- 1996 : Jane Eyre de Franco Zeffirelli : M. Brocklehurst, le directeur du pensionnat
- 1997 : Metroland, de Philip Saville : le banlieusard à la retraite
- 1997 : Le Joueur (The Gambler) de Károly Makk : le général
- 1998 : Amour, vengeance et trahison (en) (Sweet Revenge ou The Revengers' Comedies), de Malcolm Mowbray (en) : le colonel Marcus
- 1998 : Chapeau melon et bottes de cuir de Jeremiah S. Chechik : Tribshaw
- 1999 : Un mari idéal d'Oliver Parker : Lord Caversham
- 2000 : Le Petit Vampire de Uli Edel : Lord McAshton
- 2000 : Le Chocolat de Lasse Hallström : Guillaume Blerot
- 2001 : Le Tombeau de Jonas McCord : le cardinal Pesci
- 2003 : Disparitions de Christopher Hampton : Amos Sternberg
- 2005 : La Comtesse blanche de James Ivory : le prince Peter Belinsky
- 2008 : When I Grow Up I Want to Be White : le narrateur

### Télévision
- 1967 : Chapeau melon et bottes de cuir : Edgar J. Twitter
- 1992-1993 : Screen Two : l'ex-inspecteur Henry Mortimer / Robert
- 1995 : Citizen X (téléfilm) : Gorbunov
- 1996 : Jane Eyre d'Franco Zeffirelli : Mr. Brocklehurst
- 1996 : Raspoutine d'Uli Edel : le premier ministre Stolypin
- 2001 : Victoria and Albert de John Erman : le duc de Wellington
- 2002 : Napoléon de Yves Simoneau : Pie VII

## Distinctions
- Tony Awards :

| Année | Catégorie                     | Œuvre                                 | Résultat   | Ref   |
| ----- | ----------------------------- | ------------------------------------- | ---------- | ----- |
| 1968  | Best Featured Actor in a Play | Rosencrantz and Guildenstern Are Dead | Nomination | [ 3 ] |
| 1975  | Best Actor in a Play          | Sherlock Holmes                       | Nomination | [ 3 ] |
| 1976  | Best Actor in a Play          | Travesties                            | Lauréat    | [ 3 ] |

- Screen Actors Guild Awards :

| Année | Catégorie                            | Œuvre       | Résultat   | Ref   |
| ----- | ------------------------------------ | ----------- | ---------- | ----- |
| 2001  | Outstanding Cast in a Motion Picture | Le Chocolat | Nomination | [ 4 ] |

- Commandeur de l'ordre de l'Empire britannique (2007), pour l'ensemble de sa carrière[5].